# معقد استخلابي

معقد استخلابي لفلز مع EDTA

المعقد الاستخلابي هو معقد تناسقي يتشكل بالاستخلاب، وفيه تقوم ربيطة متعددة السن بتشكيل روابط متعددة (غالباً اثنتان) مع الذرة المركزية.
غالباً ما تكون الذرة المركزية ثنائية الشحنة، مثل الحديدوز 2+Fe أو النحاس 2+Cu.

## التطبيقات
تستخدم خاصية تشكل معقدات استخلابية في الكشف النوعي أو من أجل فصل بعض الفلزات عن بعضها، كما هو المثال في الغاليوم؛ إذ من الطرائق التقليدية لفصل الغاليوم عن الألومنيوم استخدام مستحضر خاصّ من هيدروكسي كينولين على هيئة معقد استخلابي وباستخدام وسط من الكيروسين يمكن استخلاص الغاليوم؛ وفي حال استخلاص فلزات أخرى يمكن فصلها باستخدام بالمعالجة مع الأحماض الممدّدة، وتبقى مركّبات الغاليوم منحلّةً، ثمّ تخضع إلى عملية تحليل كهربائي من أجل الحصول على الفلزّ.